# Erich Bauer
Hermann Erich Bauer (Berlino, 26 marzo 1900 – Berlino, 4 febbraio 1980) è stato un militare tedesco che ha partecipato allo sterminio di ebrei e zingari nel campo di sterminio di Sobibór durante l'operazione nazista nota come Aktion Reinhard, nome in codice dato al progetto di sterminio degli ebrei in Polonia.
L'esecuzione di questo programma rappresentò lo stadio iniziale dell'Olocausto, precedente all'utilizzo dei gas messo in atto ad Auschwitz.

## Prime esperienze nell'Aktion T4
Tristemente noto ai prigionieri di Sobibor con il soprannome di "Gasmeister" (Maestro del gas), cominciò la carriera nelle SS entrando a far parte nel 1940 del programma di eutanasia dei disabili fisici e mentali predisposto dal progetto Aktion T4, che ne prevedeva la sterilizzazione o l'eliminazione tramite iniezione letale o somministrazione di gas mortale.
All'inizio Bauer collaborò al progetto come autista, ma estese presto il suo contributo utilizzando, i gas di scarico dei camion per l'uccisione dei disabili, secondo la sua stessa testimonianza, «collegando attraverso un tubo i gas di scarico con una stanza del laboratorio. Alcuni pazienti sono stati chiusi nella camera, ho acceso il motore di un camion: ciò ha provocato la morte dei pazienti in otto minuti»

## "Badmeister" a Sobibor
Per la sua efficace competenza nel 1942 Bauer venne assegnato a Odilo Globočnik, comandante delle SS e della Polizia del distretto di Lublino nel Governatorato Generale.
Con il grado di Oberscharfuhrer, nell'aprile 1942 Bauer fu assegnato come incaricato delle camere a gas al campo di sterminio di Sobibor dove rimase fino alla chiusura del lager nel dicembre 1943..
Contrariamente ad altre SS sempre curate nella loro impeccabile uniforme, Bauer, il "badmeister" (il sovrintendente ai bagni)), come lo chiamavano i prigionieri che ben conoscevano la sua vera funzione, era un ometto piuttosto trascurato e spesso ubriaco, maleodorante di alcol e del cloro utilizzato talora per il gas. Bauer amava ostentare nella sua camera al campo una foto di se stesso e una di tutti i suoi familiari con Adolf Hitler
Bauer si distinse nel campo di Sobibor, oltre che per le percosse impartite ai prigionieri e per gli abusi sessuali nei confronti di due attrici ebree, anche  per un particolare uso di un suo cane dalle grandi proporzioni, un bastardo simile a un grosso sanbernardo, chiamato Barry, al quale Bauer ordinava: «Mensch, fass den Hund! (Uomo! Azzanna quel cane!)», divertendosi così ad invertire il valore umano attribuendolo al cane e riservando all'ebreo quello dell'animale.
Il 14 ottobre 1943, il giorno della rivolta dei prigionieri di Sobibor, Bauer, che, nella lista compilata dal capo della sommossa Aleksandr Pečerskij, avrebbe dovuto essere ucciso tra i primi delle SS prima della fuga, tornò inaspettatamente prima del previsto da Chełm ove era andato per le forniture del campo. Scoperta l'uccisione da parte dei rivoltosi della SS-Scharführer Kurt Beckmann, senza esitare Bauer cominciò a sparare ai due ebrei che stavano scaricando il camion con i rifornimenti. Il suono degli spari, segnale convenuto da Pechersky per l'inizio della rivolta, diede l'avvio alla sommossa.

## Dopo la guerra
Dopo la fine della guerra Bauer fu arrestato in Austria e detenuto fino al 1946 come prigioniero di guerra in un campo statunitense.
Liberato, tornò a Berlino dove fu arrestato nel 1949 a seguito di un riconoscimento casuale avvenuto, in un luna-park in Germania, ad opera di due ex prigionieri ebrei di Sobibor: Samuel Lerer ed Esther Raab.  
Bauer si rivolse a quest'ultimo chiedendogli ironicamente sorpreso: «Com'è che sei ancora vivo?.»
Durante il processo tenutosi nel 1950 Bauer sostenne che la sua unica funzione a Sobibor era quella di autista di camion e che, pur sapendo degli stermini di massa compiuti nel lager, egli non vi aveva mai preso direttamente parte né che aveva commesso atti di crudeltà nei confronti di prigionieri. La sua dichiarazione venne confermata da due ex SS guardie del campo la SS-Oberscharführer Hubert Gomerski e l'Untersturmfuhrer Johann Klier.
Il giudice tenne conto soprattutto delle testimonianze di quattro testimoni ebrei riusciti a fuggire da Sobibor che confermarono le crudeltà commesse dal "badmeister" e la sua partecipazione diretta alla eliminazione degli ebrei prigionieri.
L'8 maggio 1950, il giudice condannò Erich Bauer a morte per crimini contro l'umanità. La pena fu commutata in ergastolo poiché in Germania la pena di morte era stata abolita. Bauer rimase 21 anni nella prigione di Moabit a Berlino Ovest, e durante la sua detenzione ebbe modo di confessare la sua partecipazione diretta agli omicidi di massa a Sobibor e talvolta testimoniò anche nei processi intentati contro suoi ex colleghi SS. Bauer fu trasferito definitivamente nel carcere di Tegel, dove mori il 4 febbraio 1980.